# Enrico Brusoni
Enrico Brusoni, né le 10 décembre 1878 à Arezzo et mort le 26 novembre 1949 à Bergame, est un coureur cycliste italien.

## Biographie
Enrico Brusoni remporte la course aux points des Jeux olympiques de 1900 en gagnant cinq des dix sprints. Il est également le vainqueur de la Coppa del Re en 1898 et du championnat national en 1901.

## Palmarès
- 1900
  -  Champion olympiques de la course aux points